# Manuel Ramirez
Manuel Guerreiro Ramirez ComMAI (Vila Real de Santo António, 1 de Setembro de 1941  — 8 de Março de 2022) foi um empresário português. Destacou-se pelo impulso que deu à indústria conserveira portuguesa, principalmente a sua empresa familiar, Ramirez.

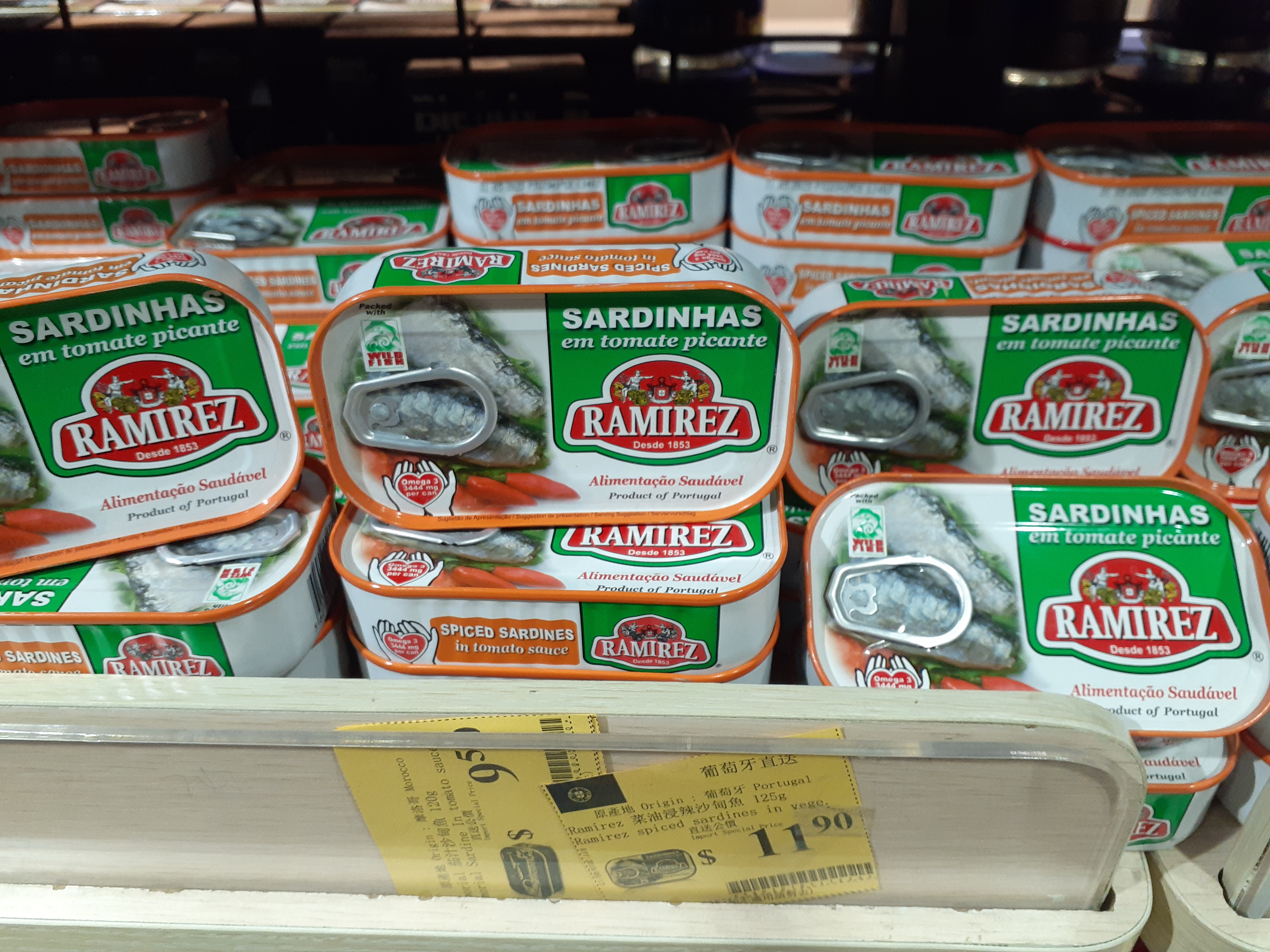
Latas de sardinha da marca Ramirez, à venda numa loja de Hong Kong, em 2020.

## Biografia
Nasceu em 1 de Setembro de 1941, na localidade de Vila Real de Santo António. Era o bisneto de Sebastian Ramirez, o fundador da empresa de conservas Ramirez & Cia (filhos), sedeada em Vila Real de Santo António. Durante a juventude, frequentou um curso comercial na cidade alemã de Hamburgo, onde também laborou numa fábrica de conversas de arenques. Também residiu durante mais de um ano no Reino Unido, onde trabalhou numa empresa comercial de Londres, e depois foi para Paris, onde frequentou um curso de engenharia alimentar, com especialização na área das conservas.
Voltou a Portugal em 1962, onde se tornou responsável pela fábrica de Vila Real de Santo António, tendo posteriormente assumido a administração de toda a empresa, após o pai ter falecido. Durante a sua liderança, a empresa passou por um franco processo de modernização e desenvolvimento, tendo introduzido novos métodos e materiais de fabrico. Entre as principais mudanças contam-se a fundação de um laboratório próprio para controlo de qualidade, e a criação de redes de frio e congelação, que mudaram de forma profunda as relações laborais na indústria conserveira, uma vez que possibilitaram a laboração a tempo inteiro. Outra importante inovação, que revolucionou a indústria a nível mundial, foi a introdução das argolas para abertura fácil das latas, sem necessitar de ferramentas, tendo sido estudada ao longo de três anos por Manuel Ramirez, de forma a encontrar o sítio ideal para fazer funcionar a argola num local onde permitisse uma abertura facilitada da tampa, mas sem colocar em causa a segurança da lata.
Devido ao seu conhecimento de idiomas e aos seus contactos fora do país, foi responsável pela organização do processo de exportação de um grande número de fábricas no Algarve. Posteriormente, a empresa mudou de localização várias vezes, tendo passado por Peniche, Setúbal e Matosinhos, onde em 2015 Manuel Ramirez fundou uma nova fábrica, denominada de Ramirez 1853. Esta unidade foi considerada por especialistas internacionais como uma das fábricas mais funcionais e ecologicamente eficientes em todo o mundo, na indústria agroalimentar. Continuou igualmente a tradição familiar de instalar uma creche nas instalações da fábrica, onde as trabalhadoras pudessem deixar os filhos durante o horário laboral. Em 2014 voltou ao Algarve, onde reiniciou a produção da famosa marca de conservas de sardinha La Rose em Portimão, no contexto das comemorações do sexto aniversário do Museu Municipal.
Liderou igualmente a Associação Nacional dos Industriais de Conservas de Peixe durante cerca de doze anos, tendo introduzido uma importante mudança no processo conserveiro, passando o peixe a ser comercializado directamente às fábricas. Fez parte da Associação Europeia dos Processadores de Pescado, da qual foi presidente durante um ano, tendo durante o seu mandato conseguido organizar a indústria conserveira europeia nos grupos de trabalho de Atum e Sardinhas, além de ter sido responsável pela classificação, por parte da União Europeia, da sardina pilchardus walbaum como denominação de origem. Esta espécie era pescada na zona marítima portuguesa e era utilizada nas conservas produzidas em Portugal, tendo desta forma ganhado relevo em relação a outras espécies oriundas da América do Sul, como a sardinops sagax. Também dirigiu a Associação Comercial de Lisboa e a Confederação da Indústria Portuguesa, tendo nesta última sido responsável pelo lançamento do Código de Boas Práticas Comerciais. Enveredou igualmente pela carreira diplomática, tendo sido cônsul da Finlândia, cargo que passou depois para o seu filho, Manuel Teixeira Marques Ramirez. Com efeito, o escritório do consulado funcionava numa sala própria, dentro das instalações da fábrica.
Faleceu em 8 de Março de 2022, aos oitenta anos de idade. O funeral teve lugar no dia seguinte, na Igreja da Nossa Senhora da Boavista.
Em 17 de Janeiro de 2006, foi condecorado com o grau de comendador da Ordem do Mérito Industrial.